# Janovy spisy

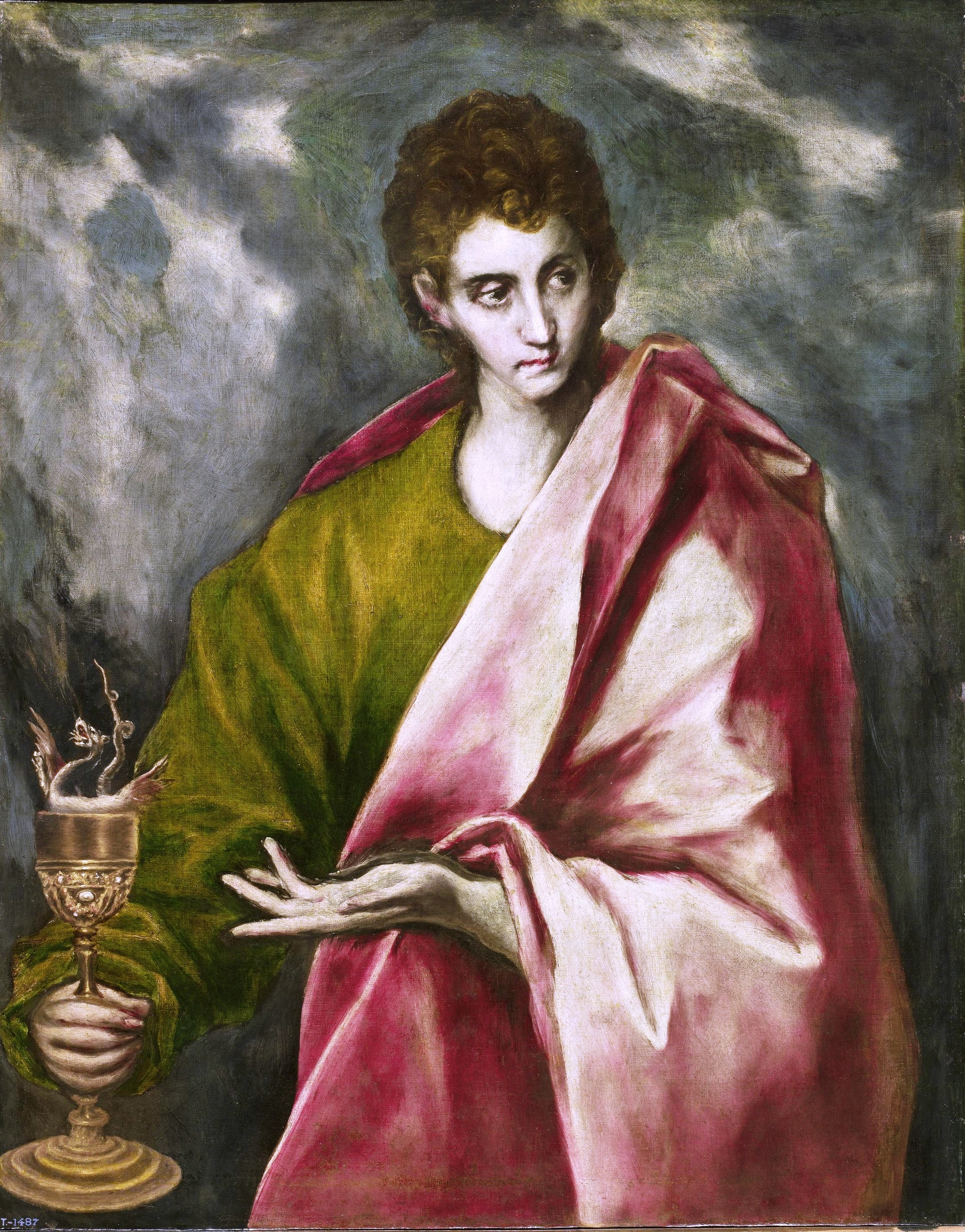
El Greco: Jan Evangelista

Janovy spisy jsou ty spisy Nového zákona, za jejichž autora je považován tradičně svatý Jan Evangelista. Jedná se o následující knihy: 
- Evangelium podle Jana
- První list Janův
- Druhý list Janův
- Třetí list Janův
- Zjevení Janovo (Apokalypsa)

Ve skutečnosti se jedná o několik samostatných autorů. Zatímco Janovo evangelium je z nich pravděpodobně nejstarší (napsal je – snad až na poslední kapitolu – jeden člověk), Janovy listy pocházejí z jiného pera, ale ze stejné školy, neboť odrážejí velmi podobné myšlení a teologii. Naopak Zjevení svatého Jana, paradoxně jediný spis, kde se autor představuje jako „Jan“, bývá často z Janových spisů vydělován pro svůj zásadně odlišný charakter a teologii. Zatímco Janovo evangelium se vyznačuje „uskutečněnou eschatologií“, Zjevení působí dojmem, že eschatologie je otázkou konce časů, který má teprve přijít. Proti tomuto rozšířenému názoru však také zaznívají námitky (viz např. Eugenio Corsini), které vycházejí právě z předpokladu, že Zjevení jako janovský spis odráží stejnou teologii (a eschatologii) jako ostatní Janovy spisy, a vychází z toho i při výkladu knihy Zjevení.